# Banedanmark
Banedanmark, créé le 1er mars 2004, est l'organisme public chargé de gérer la majorité du réseau ferroviaire du Danemark sous la tutelle du ministère des Transports.

## Mission
La mission de gestion confiée à Banedanmark comprend : 
- la maintenance  du réseau ferroviaire existant,
- la réalisation de nouvelles infrastructures voies, de signalisation et d'électrification décidées par les pouvoirs publics,
- la gestion des circulations (aiguillage signalisation, postes de commandement...)
- l'allocation des capacités de circulation (les sillons),
- le recouvrement des péages dus par les exploitants ferroviaires.

## Effectif
L'effectif de l'entreprise est de 2 200 employés (2013).

## Réseau
Le réseau géré par Banedanmark comprend 2 323 km de ligne à voie normale, dont 446 km électrifiés en courant alternatif 25 kV 50 Hz et 170 km en courant continu 1500 V.